# Конфуцій (фільм)
«Конфуцій» — біографічний фільм про Конфуція з Чоу Юньфатом у головній ролі. Фільм вийшов у прокат 28 січня 2010 року.
Створення фільму почалося в березні 2009 року зі зйомок на натурі в провінції Хебей і на Hengdian World Studios в Чжецзяні.
Випуск фільму був запланований на кінець 2009 року, щоб приурочити його до святкування 60-ї річниці з дня утворення Китайської Народної Республіки, а також до 2 560-го дня народження самого Конфуція.
З 25 березня 2011 року фільм ліцензійно видається на DVD компанією «Містерія +».

## Зміст
Дія фільму відбувається в часи, коли Китай складався з безлічі дрібних князівств. Правитель одного з них дізнається, що на його території проживає видатний мудрець Конфуцій. Він запрошує його до двору і ставить на високу посаду. Та в результаті палацових ігор Конфуцій змушений залишити рідну країну і вирушити у мандри на довгі роки, щоб поширити своє вчення усім неосяжним Китаєм і поділитися з іншими своїми знаннями та ідеями.

## Музична тема
Пісню для фільму заспівала Ван Фей. Її «заспокійливий і неземний голос» був визнаний доцільним для пісні, «Самотня орхідея» (кит.: 幽兰操), яка заснована на древній роботі Хань Юй. Ван, заявила, що вона записала пісню «для Конфуція», бо його твори як і раніше надають відповіді на сучасні питання.

## У ролях
| Актор        | Роль     |
| ------------ | -------- |
| Чоу Юньфат   | Конфуцій |
| Чжоу Сюнь    | Наньцзи  |
| Сюй Хуаншань | Лаоцзи   |

## Нагороди та номінації
30-я Гонконзька кінопремія
- Номінований — Найкращий актор (Чоу Юньфат)
- Номінований — Найкраща операторська робота (Пітер Пау)
- Номінований — Найкращий художник-постановник
- Номінований — Найкращий дизайн костюмів
- Номінований — Найкраща пісня (Фей Ван)

### Вибір акторів
Після того, як було оголошено про проєкт, реакція на це в Китаї була різна. Оскільки фільм зроблений мовою путунхуа, багато хто висловив занепокоєння, що Чоу, уродженець Гонконга, який говорить кантонською, відчує брак необхідних навичок, говорячи «офіційною мовою», щоб зобразити шанованого філософа.
Інші були стурбовані тим, що Чоу, ветеран жанру бойовиків і фільмів про кунг-фу, перетворить Конфуція в «героя кунг-фу». Таких проблем стало більше після того, як Пу Цуньсінь розкритикував сценарій Ху Мея як такий, що містить невідповідний рівень дійсності для фільму, заснованого на житті Конфуція.
Перрі Лам у своїй рецензії на фільм у китайському журналі «Муза» розкритикував Чоу Юньфата за те, що він «найменш підходящий актор, щоб грати головну роль».

### Позов Кун Цзяня
У грудні 2009 року прямий нащадок Конфуція подав позов до кінематографістів. Кун Цзянь, побачивши трейлер фільму, домагався того, щоб кілька сцен видалили з фільму і заперечував проти зробленого у стрічці натяку на романтичну розмову Нан-цзи з Конфуцієм.